# Coupe d'Algérie
La Coupe d'Algérie, nota in italiano come Coppa d'Algeria, è una competizione calcistica algerina. Fu istituita nel 1962.

## Albo d'oro
| (R)     | Replay                                            |
| *       | Partita terminata dopo i tempi supplementari      |
|         | Partita terminata dopo i tiri di rigore           |
|         | La squadra vincitrice ha centrato anche il double |
| corsivo | Squadre non militanti nella Ligue 1               |

| Stagione  | Vincitore                | Risultato                | Finalista                | Luogo                                   | Affluenza                |
| --------- | ------------------------ | ------------------------ | ------------------------ | --------------------------------------- | ------------------------ |
| 1962-1963 | ES Sétif                 | 1-1 2-0 (replay)         | ES Mostaganem            | Stadio El-Anasser, Algeri               | 11 000                   |
| 1963-1964 | ES Sétif                 | 2-1                      | MO Constantine           | Stadio El-Anasser, Algeri               | 15 000                   |
| 1964-1965 | MC Saida                 | 2-1                      | ES Mostaganem            | Stadio El-Anasser, Algeri               | 15 000                   |
| 1965-1966 | CR Belcourt              | 3-1                      | RC Kouba                 | Stadio El-Anasser, Algeri               | 20 000                   |
| 1966-1967 | ES Sétif                 | 1-0                      | JSM Skikda               | Stadio El-Anasser, Algeri               | 10 000                   |
| 1967-1968 | ES Sétif                 | 3-2                      | NA Hussein Dey           | Stadio El-Anasser, Algeri               | 14 000                   |
| 1968-1969 | CR Belcourt              | 1-1 5-3 (replay)         | USM Alger                | Stadio El-Anasser, Algeri               |                          |
| 1969-1970 | CR Belcourt              | 1-1 4-1 (replay)         | USM Alger                | Stadio El-Anasser, Algeri               |                          |
| 1970-1971 | MC Alger                 | 2-0                      | USM Alger                | Stadio El-Anasser, Algeri               | 20 000                   |
| 1971-1972 | Hamra Annaba             | 2-0                      | USM Alger                | Stadio 5 luglio 1962, Algeri            | 80 000                   |
| 1972-1973 | MC Alger                 | 4-2                      | USM Alger                | Stadio 5 luglio 1962, Algeri            | 80 000                   |
| 1973-1974 | USM El Harrach           | 1-0                      | WA Tlemcen               | Stadio 5 luglio 1962, Algeri            | 35 000                   |
| 1974-1975 | MC Oran                  | 2-0                      | MO Constantine           | Stadio 5 luglio 1962, Algeri            | 70 000                   |
| 1975-1976 | MC Alger                 | 2-0                      | MO Constantine           | Stadio 5 luglio 1962, Algeri            | 90 000                   |
| 1976-1977 | JS Kawkabi               | 2-1                      | NA Hussein-Dey           | Stadio 5 luglio 1962, Algeri            | 50,000                   |
| 1977-1978 | CM Belcourt              | 0-0                      | USK Alger                | Stadio 5 luglio 1962, Algeri            | 80 000                   |
| 1978-1979 | MA Hussein-Dey           | 2-1                      | JE Tizi-Ouzou            | Stadio 5 luglio 1962, Algeri            | 66 000                   |
| 1979-1980 | EP Sétif                 | 1-0                      | USK Alger                | Stadio 5 luglio 1962, Algeri            | 70 000                   |
| 1980-1981 | USK Alger                | 2-1                      | ASC Oran                 | Stadio 24 febbraio 1956, Sidi Bel-Abbes | 50 000                   |
| 1981-1982 | DNC Alger                | 2-1                      | MA Hussein-Dey           | Stadio 5 luglio 1962, Algeri            | 3 000                    |
| 1982-1983 | MP Alger                 | 4-3                      | ASC Oran                 | Stadio 5 luglio 1962, Algeri            | 43 000                   |
| 1983-1984 | MP Oran                  | 2-1 *                    | JH Djazaïr               | Stadio 1º novembre, Batna               | 30 000                   |
| 1984-1985 | MP Oran                  | 2-0                      | CRE Constantine          | Stadio 5 luglio 1962, Algeri            | 35 000                   |
| 1985-1986 | JE Tizi-Ouzou            | 1-0 *                    | WKF Collo                | Stadio 5 luglio 1962, Algeri            | 65 000                   |
| 1986-1987 | USM El Harrach           | 1-0                      | JSM Bordj Menaïel        | Stadio 5 luglio 1962, Algeri            | 35 000                   |
| 1987-1988 | U. Alger                 | 0-0                      | J. Belcourt              | Stadio 5 luglio 1962, Algeri            | 36 204                   |
| 1988-1989 | E. Sétif                 | 1-0                      | M. Batna                 | Stadio 5 luglio 1962, Algeri            | 9 410                    |
| 1989-1990 | edizione non disputata   | edizione non disputata   | edizione non disputata   | edizione non disputata                  | edizione non disputata   |
| 1990-91   | USM Bel-Abbès            | 2-0                      | JS Kabylie               | Stadio 5 luglio 1962, Algeri            | 50 000                   |
| 1991-1992 | JS Kabylie               | 1-0                      | ASO Chlef                | Stadio Ahmed Zabana, Orano              | 35 000                   |
| 1992-1993 | edizione non disputata   | edizione non disputata   | edizione non disputata   | edizione non disputata                  | edizione non disputata   |
| 1993-1994 | JS Kabylie               | 1-0                      | AS Ain M'lila            | Stadio 5 luglio 1962, Algeri            | 40 000                   |
| 1994-1995 | CR Belouizdad            | 2-1                      | Olympique de Médéa       | Stadio 5 luglio 1962, Algeri            | 40 000                   |
| 1995-1996 | MC Oran                  | 1-0 *                    | USM Blida                | Stadio 5 luglio 1962, Algeri            | 74 738                   |
| 1996-1997 | USM Alger                | 1-0                      | CA Batna                 | Stadio 5 luglio 1962, Algeri            | 35. 000                  |
| 1997-1998 | WA Tlemcen               | 1-0                      | MC Oran                  | Stadio 5 luglio 1962, Algeri            | 5 000                    |
| 1998-1999 | USM Alger                | 2-0                      | JS Kabylie               | Stadio 5 luglio 1962, Algeri            | 63 000                   |
| 1999-2000 | CR Béni Thour            | 2-1                      | WA Tlemcen               | Stadio 5 luglio 1962, Algeri            | 25 000                   |
| 2000-2001 | USM Alger                | 1-0                      | CR Mécheria              | Stadio 5 luglio 1962, Algeri            | 50 000                   |
| 2001-2002 | WA Tlemcen               | 1-0                      | MC Oran                  | Stadio 19 maggio 1956, Annaba           | 5 000                    |
| 2002-2003 | USM Alger                | 2-1 *                    | CR Belouizdad            | Stadio Mustapha Tchaker, Blida          | 40 000                   |
| 2003-2004 | USM Alger                | 0-0                      | JS Kabylie               | Stadio 5 luglio 1962, Algeri            | 70 000                   |
| 2004-2005 | ASO Chlef                | 1-0 *                    | USM Sétif                | Stadio 5 luglio 1962, Algeri            | 65 000                   |
| 2005-2006 | MC Alger                 | 2-1                      | USM Alger                | Stadio 5 luglio 1962, Algeri            | 70 000                   |
| 2006-2007 | MC Alger                 | 1-0                      | USM Alger                | Stadio 5 luglio 1962, Algeri            | 70 000                   |
| 2007-2008 | JSM Béjaïa               | 1-1                      | WA Tlemcen               | Stadio Mustapha Tchaker, Blida          | 35 000                   |
| 2008-2009 | CR Belouizdad            | 0-0                      | CA Bordj Bou Arreridj    | Stadio Mustapha Tchaker, Blida          | 35 000                   |
| 2009-2010 | ES Sétif                 | 3-0                      | CA Batna                 | Stadio 5 luglio 1962, Algeri            | 50 000                   |
| 2010-2011 | JS Kabylie               | 1-0                      | USM El Harrach           | Stadio 5 luglio 1962, Algeri            | 60 000                   |
| 2011-2012 | ES Sétif                 | 2-1 *                    | CR Belouizdad            | Stadio 5 luglio 1962, Algeri            | 55 000                   |
| 2012-2013 | USM Alger                | 1-0                      | MC Alger                 | Stadio 5 luglio 1962, Algeri            | 70 000                   |
| 2013-2014 | MC Alger                 | 1-1                      | JS Kabylie               | Stadio Mustapha Tchaker, Blida          | 35 000                   |
| 2014-2015 | MO Béjaïa                | 1-0                      | RC Arbaâ                 | Stadio Mustapha Tchaker, Blida          | 35 000                   |
| 2015-2016 | MC Alger                 | 1-0                      | NA Hussein Dey           | Stadio 5 luglio 1962, Algeri            | 60 000                   |
| 2016-2017 | CR Belouizdad            | 1-0 *                    | ES Sétif                 | Stadio 5 luglio 1962, Algeri            | 50 000                   |
| 2017-2018 | USM Bel Abbès            | 2-0                      | JS Kabylie               | Stadio 5 luglio 1962, Algeri            | 55 000                   |
| 2018-2019 | CR Belouizdad            | 2-0                      | JSM Béjaïa               | Stadio Mustapha Tchaker, Blida          | 28 000                   |
| 2019-2020 | sospesa e poi cancellata | sospesa e poi cancellata | sospesa e poi cancellata | sospesa e poi cancellata                | sospesa e poi cancellata |
| 2020-2021 | non disputata            | non disputata            | non disputata            | non disputata                           | non disputata            |
| 2021-2022 | non disputata            | non disputata            | non disputata            | non disputata                           | non disputata            |
| 2022-2023 | ASO Chlef                | 2-1 *                    | CR Belouizdad            | Miloud Hadefi Stadium, Orano            |                          |
| 2023-2024 | CR Belouizdad            | 1-0                      | MC Alger                 | Stadio 5 luglio 1962, Algeri            |                          |
| 2024-2025 | USM Alger                | 2-0                      | CR Belouizdad            | Stadio Nelson Mandela, Baraki           |                          |

## Vittorie per squadra
| Pos. | Squadra               | Vittorie | Finali perse | Anni vittorie                                        | Anni finali perse                                    |
| ---- | --------------------- | -------- | ------------ | ---------------------------------------------------- | ---------------------------------------------------- |
| 1    | CR Belouizdad         | 9        | 5            | 1966, 1969, 1970, 1978, 1995, 2009, 2017, 2019, 2024 | 1988, 2003, 2012, 2023, 2025                         |
| 1    | USM Alger             | 9        | 9            | 1981, 1988, 1997, 1999, 2001, 2003, 2004, 2013, 2025 | 1969, 1970, 1971, 1972, 1973, 1978, 1980, 2006, 2007 |
| 3    | MC Alger              | 8        | 2            | 1971, 1973, 1976, 1983, 2006, 2007, 2014, 2016       | 2013, 2024                                           |
| 4    | ES Sétif              | 8        | 1            | 1963, 1964, 1967, 1968, 1980, 1989, 2010, 2012       | 2017                                                 |
| 5    | JS Kabylie            | 5        | 6            | 1977, 1986, 1992, 1994, 2011                         | 1979, 1991, 1999, 2004, 2014, 2018                   |
| 6    | MC Oran               | 4        | 2            | 1975, 1984, 1985, 1996                               | 1998, 2002                                           |
| 7    | WA Tlemcen            | 2        | 3            | 1998, 2002                                           | 1974, 2000, 2008                                     |
| 8    | USM El Harrach        | 2        | 1            | 1974, 1987                                           | 2011                                                 |
| 8    | ASO Chlef             | 2        | 1            | 2005, 2023                                           | 1992                                                 |
| 10   | USM Bel Abbès         | 2        | 0            | 1991, 2018                                           | -                                                    |
| 11   | NA Hussein Dey        | 1        | 4            | 1979                                                 | 1968, 1977, 1982, 2016                               |
| 12   | JH Djazaïr            | 1        | 1            | 1982                                                 | 1984                                                 |
| 12   | JSM Béjaïa            | 1        | 1            | 2008                                                 | 2019                                                 |
| 14   | MC Saïda              | 1        | 0            | 1965                                                 | -                                                    |
| 14   | Hamra Annaba          | 1        | 0            | 1972                                                 | -                                                    |
| 14   | CR Béni Thour         | 1        | 0            | 2000                                                 | -                                                    |
| 14   | MO Béjaïa             | 1        | 0            | 2015                                                 | -                                                    |
| 18   | MO Constantine        | 0        | 3            | -                                                    | 1964, 1975, 1976                                     |
| 19   | ES Mostaganem         | 0        | 2            | -                                                    | 1963, 1965                                           |
| 19   | ASM Oran              | 0        | 2            | -                                                    | 1981, 1983                                           |
| 19   | CA Batna              | 0        | 2            | -                                                    | 1997, 2010                                           |
| 22   | RC Kouba              | 0        | 1            | -                                                    | 1966                                                 |
| 22   | JSM Skikda            | 0        | 1            | -                                                    | 1967                                                 |
| 22   | CRE Constantine       | 0        | 1            | -                                                    | 1985                                                 |
| 22   | ES Collo              | 0        | 1            | -                                                    | 1986                                                 |
| 22   | JS Bordj Ménaïel      | 0        | 1            | -                                                    | 1987                                                 |
| 22   | MSP Batna             | 0        | 1            | -                                                    | 1990                                                 |
| 22   | AS Ain M'lila         | 0        | 1            | -                                                    | 1994                                                 |
| 22   | Olympique de Médéa    | 0        | 1            | -                                                    | 1995                                                 |
| 22   | USM Blida             | 0        | 1            | -                                                    | 1996                                                 |
| 22   | CR Mécheria           | 0        | 1            | -                                                    | 2001                                                 |
| 22   | USM Sétif             | 0        | 1            | -                                                    | 2005                                                 |
| 22   | CA Bordj Bou Arreridj | 0        | 1            | -                                                    | 2009                                                 |
| 22   | RC Arbaâ              | 0        | 1            | -                                                    | 2015                                                 |